# Teatro romano de Orange

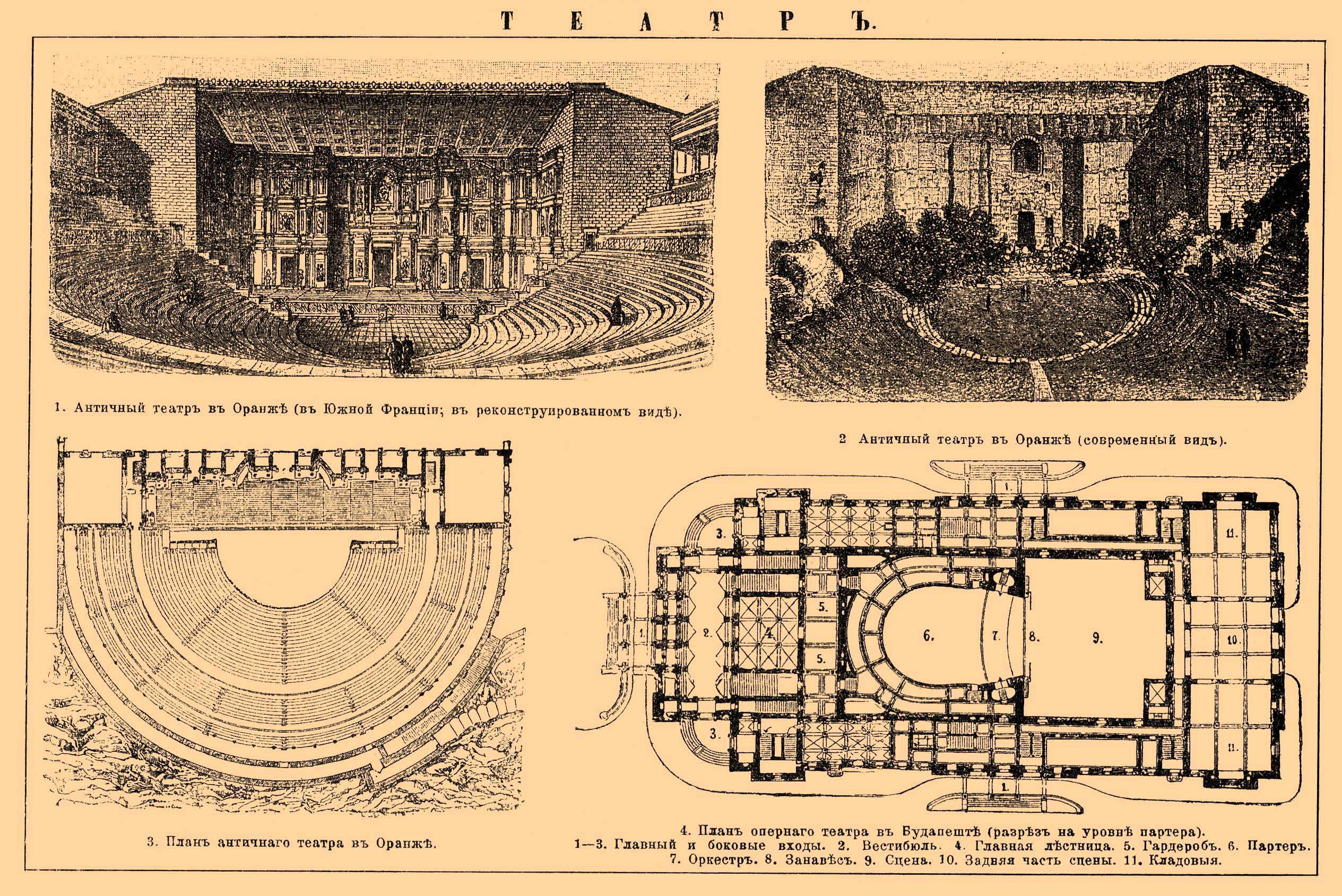
Ilustraciones del Brockhaus and Efron Encyclopedic Dictionary 1890—1907.

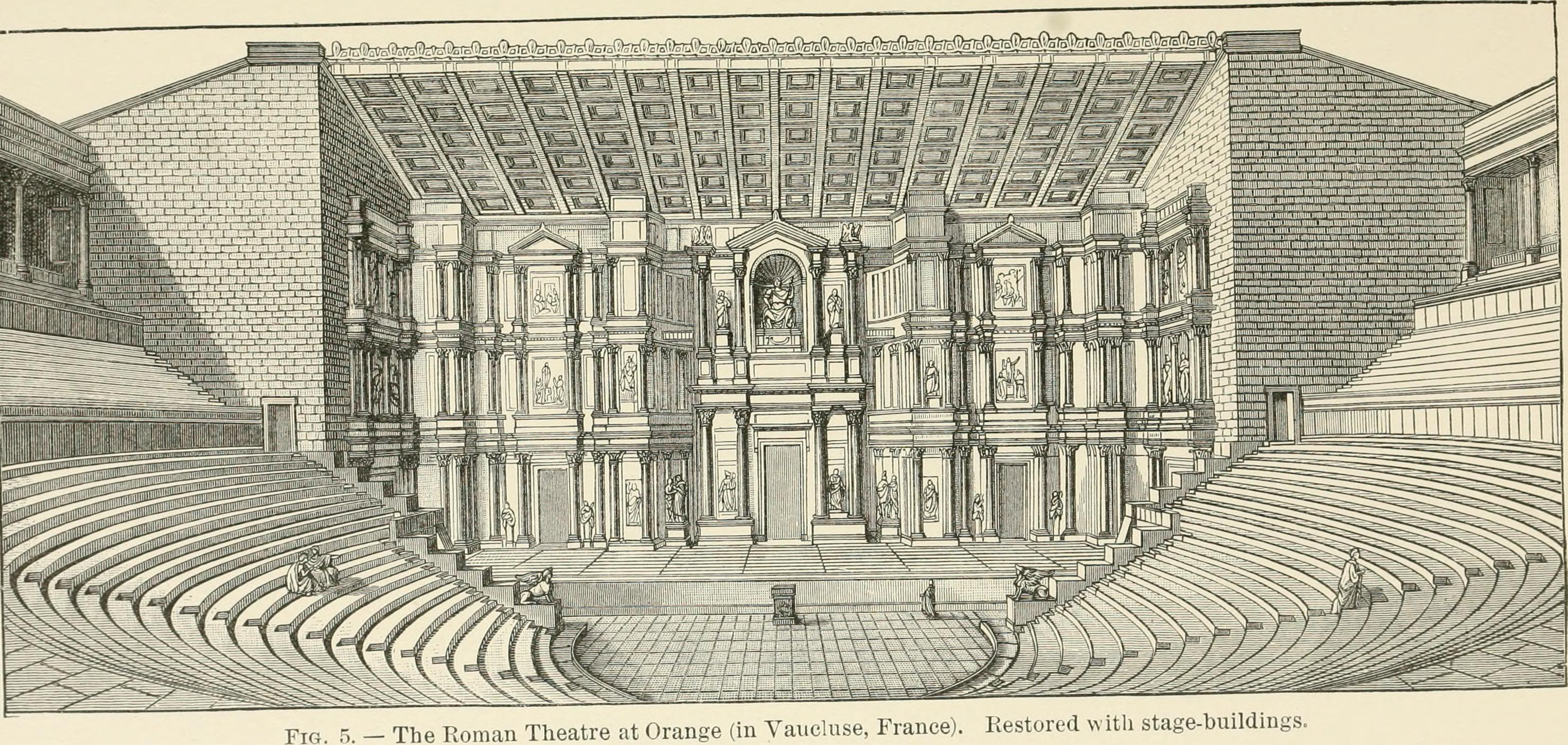
Ilustración de A history of all nations from the earliest times; being a universal historical library de 1905.

El Teatro romano de Orange, construido bajo el reinado de César Augusto en el siglo I, es uno de los teatros romanos mejor conservados del mundo. Aún dispone del muro de fachada escénica con su elevación original: 103 metros de largo por 37 de alto.
El teatro de Orange, junto con el Arco del Triunfo de la misma localidad, fue declarado Patrimonio de la Humanidad por la Unesco en 1981.

## Descripción
El muro de la fachada escénica, «Es la muralla más bella de mi reino», dijo Luis XIV durante una visita. Originalmente estaba precedida por un pórtico, del que subsiste un arco en el lado oeste. De un aspecto muy sobrio, en piedra de gran tamaño, la fachada se divide en tres niveles. En la planta baja, tres puertas rectangulares, con la "puerta real"  (valva regia) en el centro y las dos laterales o "puertas de los huéspedes" (valvae hospitales) que están separadas por una serie de arcos.
La fachada escénica (scaenae frons) estaba recubierta de mármol y reconstruía simbólicamente un palacio decorado con columnas en tres niveles, frisos y nichos. Uno de ellos con la estatua del emperador que preside la escena. También ciclos iconográficos de la familia Julio-Claudia.
Sobre la escena, tenía una gran cubierta de madera sostenida por delante con dos cadenas fijadas a altos mástiles sobre pilastras situadas en la parte trasera.
La cávea podía contener alrededor de 9.000 espectadores

## Historia
Fundada en 40 a. C. por los veteranos de la Legio III Gallica de Julio César, Orange era una colonia romana llamada Arausio o, más exacatamente, Colonia Julia Firma Secundanorum Arausio: «la colonia juliana de Arausio establecida por los soldados de la segunda legión». Conoció un gran desarrollo bajo el emperador Augusto, durante cuyo reinado fue erigido el teatro. 
Tenía un papel destacado dentro de la vida de los ciudadanos, quienes pasaban gran parte de su tiempo libre allí, de manera que las autoridades romanas veían el teatro no sólo como un medio para divulgar la cultura romana a las colonias, sino también como una forma de distraerlos de toda actividad política. Mimos, pantomimas, lecturas poéticas y los attelana, una especie de farsas parecidas a la Comedia del arte, era la forma de entretenimiento predominante, muchos de los cuales duraban todo el día.  Para la gente corriente, que apreciaban los efectos espectaculares, se hicieron muy importantes los magníficos conjuntos escenográficos, como lo era el uso de maquinaria escénica. El entretenimiento ofrecido estaba abierto a todos y era gratuito.
Fue restaurado durante el siglo II y los relieves del proscenio (proscaenium) son de la época de Adriano.
El teatro no sobrevivió a la decadencia del Imperio romano y al crecimiento del cristianismo en el siglo IV: fue clausurado definitivamente en 391 ya que la iglesia (para entonces el cristianismo ya era religión oficial) se oponía a lo que consideraba espectáculos paganos. Después de eso, el teatro quedó completamente abandonado. Sufrió pillajes y saqueos por los bárbaros. En la Edad Media sirvió de puesto de defensa, y en el siglo XVI de refugio para la población durante las guerras de religión de Francia.
El teatro recuperó poco a poco su esplendor en el siglo XIX, gracias al programa de restauración iniciado en 1825 por Prosper Mérimée, Director de Monumentos Históricos. Se encargó de la restauración el arquitecto Simon-Claude Constant-Dufeux. Debido a la lentitud de los procedimientos de expropiación, las gradas no fueron restauradas hasta finales del siglo XIX. 
En 2006 se añadió un techo al escenario para proteger los muros y permitir la instalación de iluminación. Este nuevo techo se sitúa en el mismo lugar que el techo romano original, pero utiliza materiales modernos: vidrio y metal.

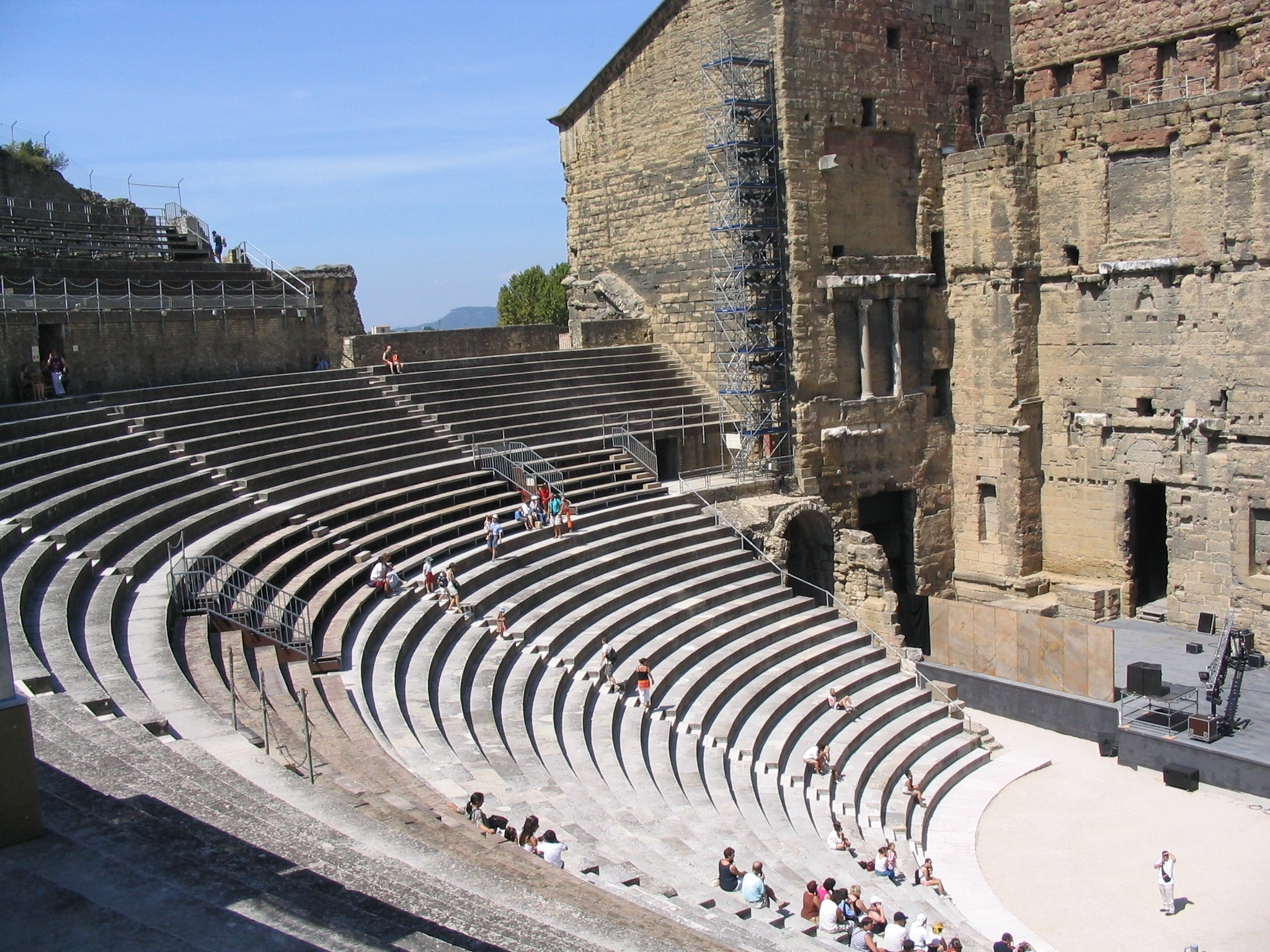
Teatro de Orange - vista de las gradas.

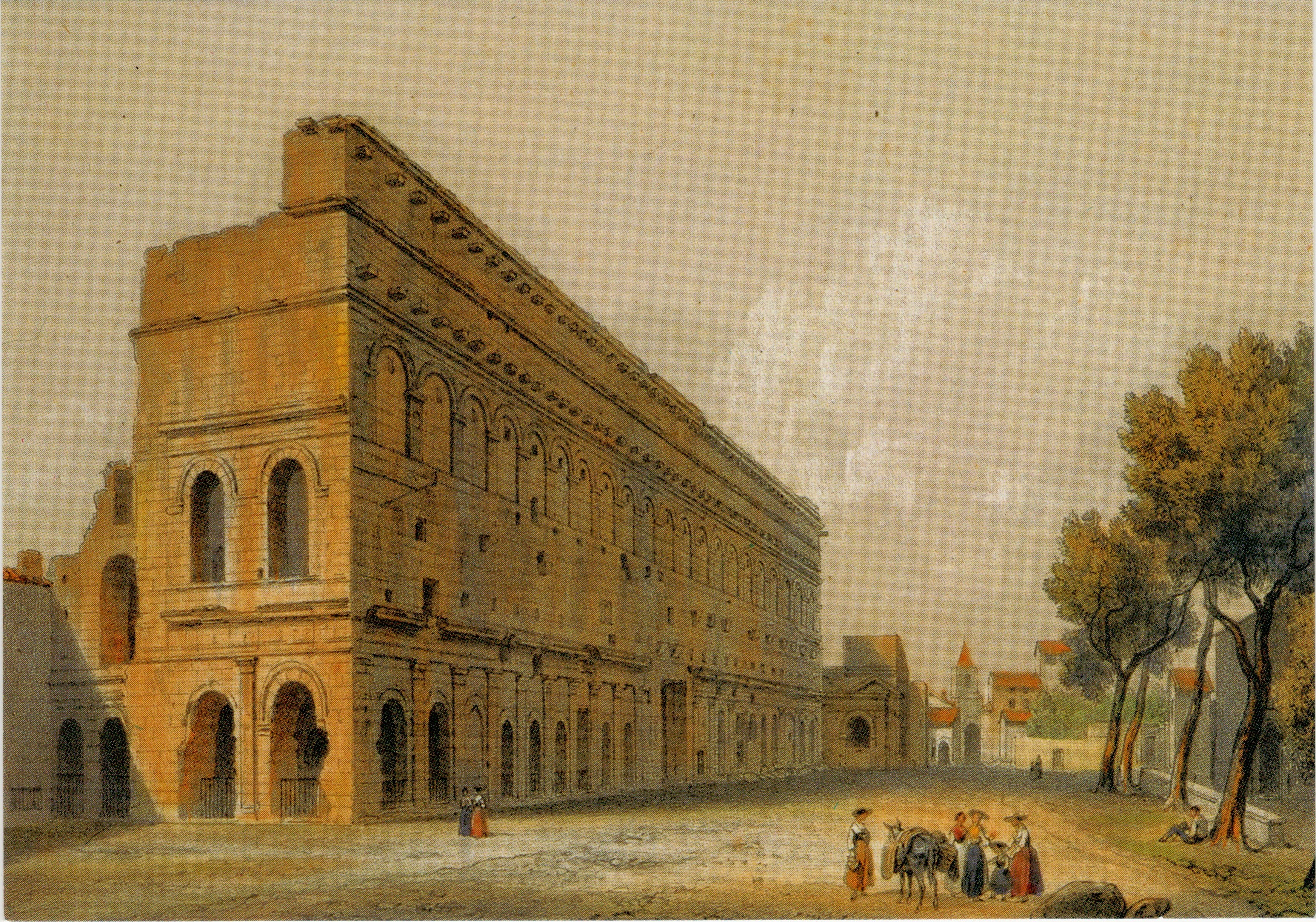
Muro de cierre del Teatro de Orange. Grabado del.

## «Fêtes romaines» y «Chorégies»
En 1869 el teatro se convirtió en sede de un «Festival Romano» que celebraba la gloria de Roma; en un principio, se llamó Fêtes romaines (Fiestas romanas). Incluyó una representación de la ópera de Méhul Joseph. En la parte final del siglo, todos los principales intérpretes de la escena clásica francesa apareció en los festivales de Orange, incluyendo Sarah Bernhardt que interpretó Fedra en 1903.
En 1902, el festival pasó a llamarse Chorégies d'Orange, planeándose como un festival de verano anual. El nombre viene de un impuesto que se imponía a los ricos romanos para pagar las producciones teatrales. Hasta 1969 las Chorégies consistieron en obras teatrales, alternando con obras musicales, óperas y sinfonías. Sin embargo, después de esa fecha, Orange se convirtió exclusivamente en festival de ópera y las obras teatrales se representaban en Aviñón.
Desde 2002, la ciudad de Orange, propietaria del monumento, ha encargado su administración a la empresa Culturespaces.